# 족도리풀아과
족도리풀아과(----亞科, 학명: Asaroideae 아사로이데아이[*])는 쥐방울덩굴과의 아과이다.

## 하위 분류
- 족도리풀속(Asarum L.)
- Saruma Oliv.

## 계통 분류
2016년 APG IV 분류 체계에서 쥐방울덩굴과에 포함었으며, 그 이전의 2009년 APG III 분류 체계, 2003년 APG II 분류 체계 및 1998년 APG 분류 체계에서는 별개의 족도리풀과(Asaraceae)로 다루어졌다.